# Дом Ширмана
Доходный дом Страхового общества «Россия» — здание в Ростове-на-Дону, построенное в 1915 году по проекту архитектора А. Х. Закиева. Расположено на углу Ворошиловского проспекта и улицы Суворова. Здание имеет статус объекта культурного наследия регионального значения. Здание часто ошибочно называют доходным домом М. В. Ширмана, который владел участком с 1911 по 1912 годы, при этом, с 1890-х по 1914 г. на участке уже располагался доходный дом П. С. Зифо.

## История
Одним из первых домовладельцев был Павел Степанович Зифо, который владел участком минимум с 1886 по 1900 год. Участок имел адрес Большой проспект, 12, а с 1900 года — Большой проспект, 16 \ Мало-Садовая, 21. Судя по динамике оценочной стоимости домовладения, дом З. П. Зифо был построен в 1890-х годах. С 1900 года оценочная стоимость составляла 16 500 ₽. 
С 1902 года владельцем становится Вульф Михайлович Ширман, который владел существующим зданием с 1902 по 1906 год. При этом, стоимость домовладения не менялась, что говорит о том, что ничего не перестраивалось. 
С 1907 по 1910 годы зданием одновременно владело большое количество людей, среди которых Ширман Хана Бейдетовна, Иосиф Грин Александр, Михаил и Константин Вульфович, Зельцер Клара Вульфовна и Бор Дарья. Оценочная стоимость с 1908 по 1914 постепенно выросла, но не значительно, доходя до 17 700 ₽. 
С 1911 по 1912 зданием владел Михаил Вульфович Ширман (1879—1942), отец поэтессы Елены Ширман. При нём стоимость домовладения не менялась. 
В 1913 году участок купило страховое общество «Россия» и в 1915 году построило нынешнее здание — собственный доходный дом по проекту ростовского архитектора Арутюна Христофоровича Закиева. Оценочная стоимость доходного дома составляла 155 800 ₽.  
Примечательно, что на углу здания была установлена аллегорическая скульптурная композиция из трёх фигур под названием «Милосердие России». В композиции изображалась женщина-воин в старом русском костюме с щитом и мечом, защищающая старика и девушку — образ, который активно использовался в печатной рекламе Страхового общества «Россия». Подобные скульптурные композиции Страховое общество ставило на крыши своих зданий в Санкт-Петербурге, Харькове (частично разрушена) и Москве (не сохранилось). Скульптурная композиция в Ростове сохранялась до 1950-х и была запечатлена на нескольких открытках. С 1960-го года скульптура пропала. 
В 1920-х годах после прихода советской власти здание стало «Домом Печати». Там размещалась Ростовская ассоциация пролетарских писателей и клуб рабочих корреспондентов газеты «Молот». В 1922 году в здании был сформирован первый в Ростове пионерский отряд «Спартак». 28 ноября 1926 в «Доме Печати» выступал поэт Владимир Маяковский. 
Перед Великой Отечественной войной здание передали НКВД. После окончания войны в здании открылась гостиница «Южная», а на первом этаже разместился кукольный театр. 
В настоящее время здание занимает ООО «Газпром межрегионгаз Ростов-на-Дону». По некоторым данным, к Чемпионату мира по футболу 2018 года в здании может быть открыт четырёхзвёздочный отель.

## Архитектура
Пятиэтажное кирпичное здание построено в стиле модерн. Парадный фасад отделан штукатуркой. В оформлении фасада присутствуют венки, вазоны, растительный орнамент. Первый и второй этажи отделаны рустом. Горизонтальное членение фасада подчёркивается тягами под окнами и массивным карнизом между четвёртым и пятым этажами. Вертикальное членение фасада исполнено эркерами и балконами с аттиками.
Здание прямоугольное в плане, со внутренним двором. Здание имеет коридорную систему планировки. Главный вход расположен на углу Ворошиловского проспекта и улицы Суворова.

## Мемориальные доски

Мемориальная доска Маяковскому

В 1983 году на фасаде дома была установлена мемориальная доска с надписью: 
В этом здании выступал 28 ноября 1926 г. лучший талантливейший поэт нашей советской эпохи Владимир Владимирович Маяковский (1893—1930)
Надпись на другой мемориальной доске:
В этом здании в 1922 г. был создан первый пионерский отряд "Спартак" и в 1923 г. центральный Клуб юных пионеров г. Ростова-на-Дону